# مارغريت هولفورد
مارغريت هولفورد (بالإنجليزية: Margaret Holford)‏ (1778 - 1852 في المملكة المتحدة)؛ مترجمة، كاتِبة وشاعرة بريطانية.